# Kleptomanie
Kleptomanie (Řecky: κλέπτειν, kleptein, "krást", μανία, "mánie") je chorobná a nezadržitelná touha po odcizování věcí.
Jedinci s touto poruchou cítí nutkání odcizovat věci, které mají obvykle malou či nulovou hodnotu, jako například pera, balíčky cukru, kancelářské svorky atd. Někteří si svého jednání nejsou ani vědomi. Porucha obvykle začíná v pubertě a přetrvává do vyššího věku. Mnohdy je kleptomanie provázena dalšími psychickými poruchami. Pro léčbu poruchy je doporučována kognitivně behaviorální terapie, jako podpůrná léčba se někdy indikují psychofarmaka. Nejedná se o krádež pro vlastní obohacení nebo pro zvýšení adrenalinu při činu.